# Jacques Antoine Charles Bresse
Jacques Antoine Charles Bresse, född den 9 oktober 1822 i Vienne, död den 22 maj 1883 i Paris, var en fransk ingenjör och matematiker.
Bresse var till att börja med verksam inom Corps des ingénieurs des ponts et chaussées, sedan repetent för mekanik vid École des ponts et chaussées och för geodesi vid École polytechnique (från 1851). År 1871 blev han professor i mekanik vid École polytechnique och 1874 vid École des ponts et chaussées i Paris. Bresse tilldelades Ponceletpriset 1874 och blev ledamot av Franska vetenskapsakademien 1880. Hans namn tillhör de 72 som är ingraverade på Eiffeltornet.